# Hermann Gadner
Hermann Gadner – austriacki biegacz narciarski. W 1933 roku wystartował na mistrzostwach świata w Innsbrucku. Osiągnął tam największy sukces w swojej karierze wspólnie z Hugo Gstreinem, Balthasarem Niederkoflerem i Haraldem Paumgartenem zdobywając brązowy medal w sztafecie 4x10 km. Nigdy nie startował na igrzyskach olimpijskich.

## Osiągnięcia

### Mistrzostwa świata
| Miejsce | Dzień     | Rok  | Miejscowość | Konkurencja             | Czas biegu | Strata | Zwycięzca         |
| ------- | --------- | ---- | ----------- | ----------------------- | ---------- | ------ | ----------------- |
| 30.     | 10 lutego | 1933 | Innsbruck   | 18 km stylem klasycznym | 1:02:11    | +07:41 | Nils-Joel Englund |
| 3.      | 12 lutego | 1933 | Innsbruck   | Sztafeta 4x10 km        | 2:49Ł00    | +8:51  | Szwecja           |